# Калище
Вижте пояснителната страница за други значения на Калище.
Калище е село в Западна България. То се намира в община Ковачевци, област Перник.

## Етимология
Според легендата млад турчин искал да вземе българска мома за харема си и избрал мома от селото. Тя го наръгала с нож и баща му се заканил да превърне цялото село само в пепел и калище.
Според друга легенда преди много години селото се е казвало Калинка. През 17 век настанала чумна епидемия и хората започнали да измират. За да оцелеят здравите, селото взема решение да се премести на ново място, близо до старото. Без покъщнина, оставяйки близките си болни в старото село, хората се заселили на новото място и започнали всичко отначало. Заразените останали в старото село и техните близки всеки ден им оставяли храна до параклиса на гробището. За да изплашат чумата, хората кръстили новото село с грозното име Калище.

## География
Село Калище се намира в планински район на 1 километър от язовир „Пчелина“.
Отстои на 9 км южно от Ковачевци. Съседни на Калище са селата: Поцърненци, Егълница, Блатешница, Жабляно и Лобош.
Селото е от пръснат тип селища, множеството му махали са разположени из най-южните възвишения на планината Черна гора и по северните предпланински хълмове на Конявска планина. Средището му се намира недалеч от едноименната спирка на жп линията София – Кюстендил. Средната надморска височина на селото е 585 м.

## История
Районът на днешното село Калище е бил населен още през древността. Доказателство за това са разкритото антично селище в местността „Хайдушки лак“ и некрополът от същия период в Джалева махала. Ценен културно-исторически паметник, намерен в землището на селото, е Калищката стела, открита през 1963 година, съхранявана в Историческия музей, Перник.
През Средновековието село Калище е документирано за първи път в османските данъчни документи на Кюстендилски санджак. То се среща в списъците на джелепкешаните (овцевъдите) от 1576 г., където под същото име – Калища – е вписано към нахия Сирищник, прераснала по-късно в кааза, а от първата половина на XVIII в. до Освобождението то е неизменна част от кааза Радомир. Материално свидетелство от средновековния период е запазената до наши дни гробищна църква „Св. Атанасий“. Макар и намираща се в много лошо състояние и да се нуждае от възстановяване, в нея има оцелял стенопис от 17 век, има и стари предмети, например два кръста. В днешната махала над футболното игрище има стар кръст от 15 век.
През XVIII – началото на XIX в. откъслечна информация за селото има в помениците на Рилския манастир, в които се споменават имената на свещениците, предвождали групи поклонници към обителта. Сведенията за Калища зачестяват особено след средата на XIX в., когато започва да се среща и в църковните списъци на Кюстендилската епархия.
През Възраждането, макар и с малко закъснение, жителите на Калища не остават чужди на общонационалния духовен подем. През 1878 г. те построяват новата и просторна църква „Св. Атанасий“, носеща името на стария селски храм.

## Забележителности
В селото има фолклорна група, известна под името „Калищенските баби“, а също така и състав за стари градски песни.
Интерес представлява гробищната църква „Св. Атанас“.

### Паметници
- Паметник на опълченците (Калище)
- Ценен културно-исторически паметник е каменната статуя на тракийски вожд от с. Калище, която се съхранява в Историческия музей, Перник.

## Редовни събития
- Землячески събор – провежда се през последната събота и неделя на месец юни
- Сурова – празнува се между 13 и 14 януари

## Личности
Родени в Калище
- Асен Стоичков (1899 – ?), български офицер, полковник
- Григор Динев, български революционер от ВМОРО, четник на Михаил Чаков[3]
- Иван Гърков (1841 – 1946), български опълченец
- Методи Андонов (1932 – 1974), театрален и филмов режисьор
- Тодор Стаменов, български революционер и опълченец
- Яни Алексов, 30-годишен, македоно-одрински опълченец, жител на София, Лазарет на МОО, носител на бронзов медал[4]
- Васил Бинев (р. 1957), актьор